# Pedrosa del Rey (Riaño)
Pedrosa del Rey, municipio y localidad, ya desaparecido, de España, perteneciente a la comarca de la Montaña de Riaño (noreste de la provincia de León), que estaba situado en el valle del río Yuso de Pedrosa. La localidad, tras ser demolida el 22 de julio de 1987 junto con los pueblos vecinos de Huelde, Éscaro, La Puerta, Anciles, Riaño, Salio, buena parte de Burón y Vegacerneja parcialmente, fue anegada por las aguas del embalse de Riaño, cuyas compuertas se cerraron el 31 de diciembre de 1987. El desaparecido municipio fue llamado también Pedrosa de la Puente ya en el siglo XIII, por su puente de origen romano en la encrucijada de dos calzadas. Uno de sus hijos más ilustres, prócer de la villa, fue el erudito carlista Antonio de Valbuena.

## Historia

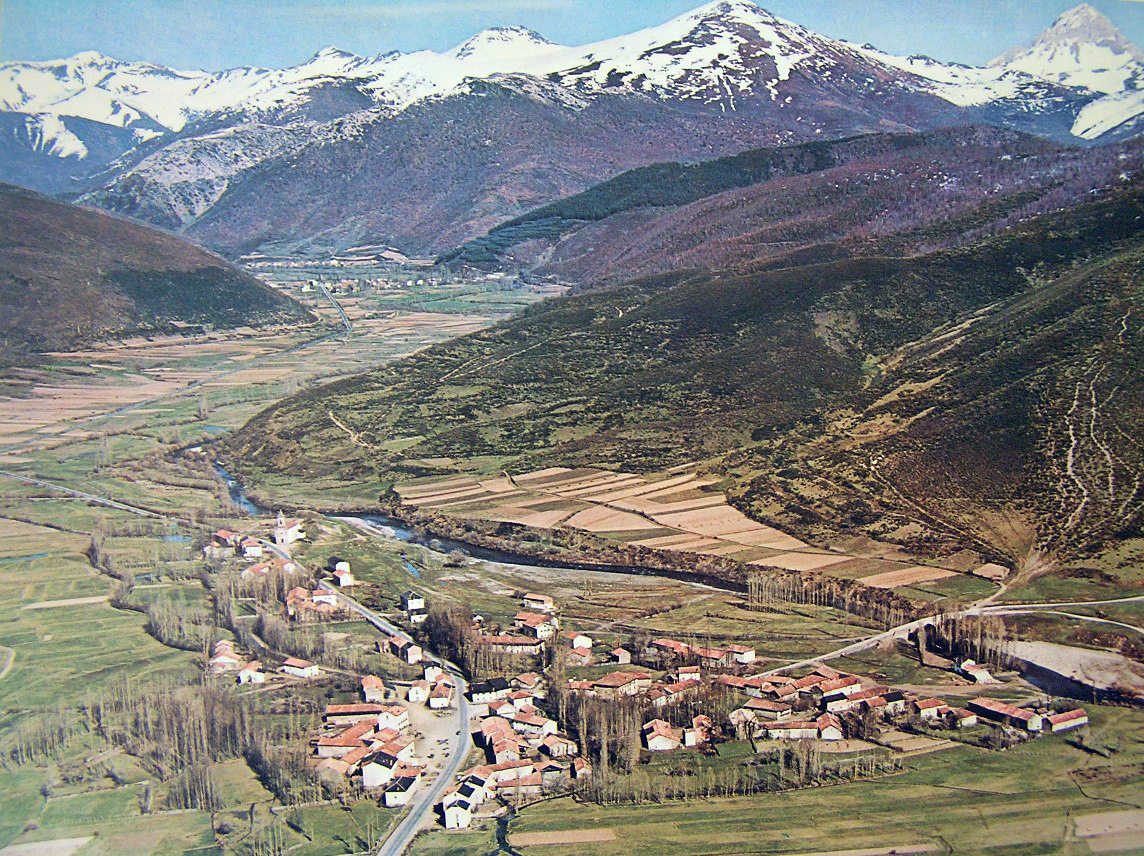
Postal panorámica de Pedrosa del Rey en 1972, localidad de la montaña leonesa de Riaño.

Algunos restos arqueológicos la relacionan con otros asentamientos vadinienses de la zona. Una de las estelas funerarias, encontrada en el entorno de la ermita de Pedrosa por Antonio Valbuena, prócer de la villa, se conserva en el Museo de León. Estudios epigráficos han descifrado la siguiente inscripción: "Monumento a Tedi Vicarii vadiniense hijo de Doidero de XXX años". («Vicarii», de los Vicos, habitantes de la aldea, de la quinta o de la granja). Donaciones de los vecinos de Pedrosa al monasterio de bernardas de Gradefes registran su actividad en el siglo XIII.
Pedrosa del Rey fue villa de realengo. Se le atribuye al nombre original procedencia latina («petra» o «petrosa» denominan un lugar pedregoso) y el sobrenombre "del Rey", como villa de realengo de la época de Alfonso VII, que diferencia a Pedrosa del resto de los pueblos del Valle de las Tierras de la Reina, haciendo referencia al señorío que en él tuvieron Urraca y Berenguela.
A mediados del siglo XIX Pascual Madoz la define como lugar con partido judicial perteneciente al ayuntamiento de Riaño, audiencia territorial y capitanía de Valladolid. Lo describe como situado en el fondo del valle conocido como Tierra de la Reina, a la derecha del brazo izquierdo que da comienzo al río Esla. Tuvo escuela de primeras letras y la parroquia de San Martín. Tenía abundantes pastos para la cría de ganado vacuno, caballar y lanar. Disponía de buena caza y pesca de truchas.

## Demografía
| Gráfica de evolución demográfica de Pedrosa del Rey entre 1920 y 1981 |
| |
| Población de derecho según los censos de población del INE Población de hecho según los censos de población del INE 1991 desaparece bajo las aguas del embalse de Riaño Entre el censo de 1920 y el anterior aparece este municipio porque se segrega de Riaño |

## Monumentos
- Puente de Pedrosa

Monumento sumergido que emerge cada año de las aguas embalsadas, es citado por Madoz en 1845 y descrito en su relación como obra de "piedra calar con cuatro ojos". El que en 1988 quedó bajo las aguas presentaba tres grandes arcos, con cuatro más pequeños, uno de ellos cegado cuando se construyó al inicio del siglo XX, la antigua carretera C-615 de Boca de Huérgano a Palencia por el Puerto de Monteviejo, y la carretera a Almanza a través del Puerto del Pando.
Queda noticia de que su origen más probable debió ser la reunión de dos calzadas; la que procedía del valle del Cea y continuaba, y la que subiendo hacia las fuentes del Esla de Pedrosa continuaba hacia Carande y Salio. En época de los Reyes Católicos se data su primitiva obra medieval, y fue reconstruido entre 1735 y 1740, en tiempos de Felipe V de España, según atestigua un documento del Archivo Municipal de León. En 1914, se reforzaron sus pretiles. Cuando, con el estiaje o la sequía baja el nivel de las aguas embalsadas, reaparece su fantasmal traza, que en diversas ocasiones ha sido vandalizada.
- Palacio de los Álvarez

El desaparecido palacio de los Álvarez de Pedrosa, o casa de los Álvarez, fue un edificio construido en el siglo XVIII, con portada presidida por un escudo de piedra sostenido por dos leones y mencionado en documentos del Obispado de León de 1670. Fue incendiado, como el resto de la villa, el 9 de abril de 1809 por tropas francesas durante la guerra de la Independencia Española.
- Parroquia de San Martín

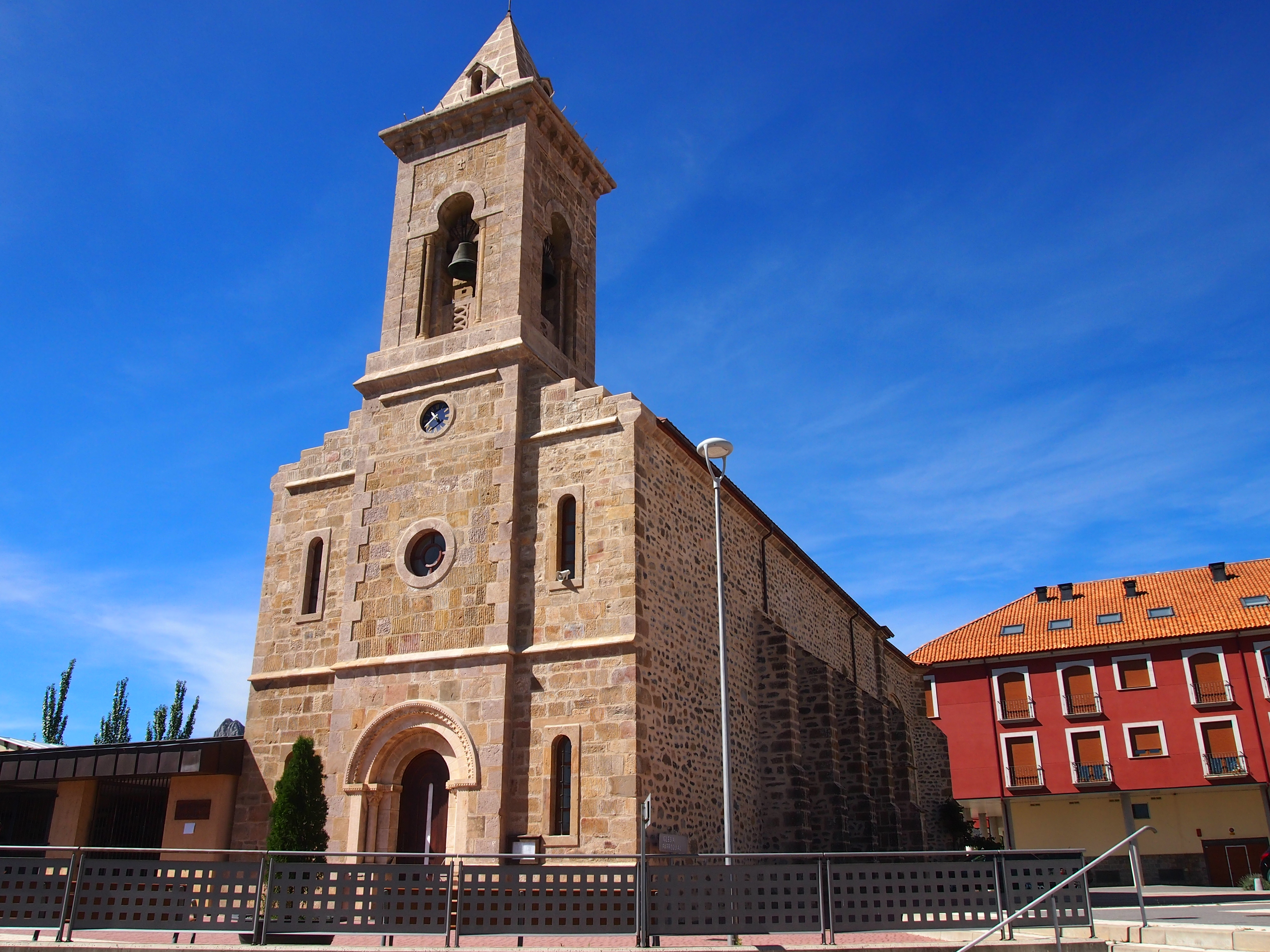
Parroquia de Pedrosa del Rey

Madoz la menciona en su Diccionario Geográfico aunque sin describir. Se trata de una sólida construcción en piedra sillar en la fachada principal y mampostería en los laterales con contrafuertes; en el muro sur se ha añadido una hornacina con la imagen de Santa Águeda que es su nueva advocación. Tiene una torre de un solo cuerpo para campanas. 
Antes de que la localidad de Pedrosa fuera sepultada bajo las aguas del embalse de Riaño se trasladó esta iglesia piedra a piedra al Nuevo Riaño y ahí se puede contemplar en una de las zonas más altas del pueblo. La portada románica que tiene ahora es una réplica de la que existió cuando estaba en Pedrosa. Fue una portada viajera cuyo verdadero emplazamiento estaba en la ermita de San Miguel (hoy cementerio) de Siero de la Reina. En 1911 el erudito Antonio de Valbuena consiguió que dicha portada se trasladase a la parroquia de su pueblo y allí estuvo todos estos años hasta que la parroquia entera fue trasladada. Pero en 1991 se devolvió a su antiguo emplazamiento y se construyó la réplica.
La portada consta de un arco de entrada de medio punto seguido de una moldura decorada con ajedrezado; después una arquivolta lisa para terminar con un guardapolvo decorado con bolas y círculos tangentes. Los arcos descansan sobre columnas que rematan en capiteles decorados con tallos y aves que picotean un fruto, todo bastante tosco; se cree que es obra de un grupo de canteros populares que trabajaron por esta zona.